# NGC 245
NGC 245 (również PGC 2691 lub UGC 476) – galaktyka spiralna (Sb), znajdująca się w gwiazdozbiorze Wieloryba. Odkrył ją William Herschel 1 października 1785 roku.